# Raymond Calais
Raymond Calais (geboren am 2. April 1998 in Breaux Bridge, Louisiana) ist ein US-amerikanischer American-Football-Spieler in der National Football League (NFL). Er spielte zuletzt für die Los Angeles Rams als Runningback.

## NFL

### Tampa Bay Buccaneers
Calais wurde von den Tampa Bay Buccaneers mit dem 245. Pick im NFL Draft 2020 ausgewählt. Er wurde als zweite Spieler der Buccaneers am 31. Juli 2020 auf die Reserve/COVID-19-Liste gesetzt. Bei der finalen Kaderverkleinerung wurde er von den Buccaneers entlassen und am darauf folgenden Tag in den Practice Squad aufgenommen.

### Los Angeles Rams
Am 9. September 2020 wurde Calais von den Los Angeles Rams aus dem Practice Squad der Buccaneers unter Vertrag genommen. Am 8. Januar 2021 wurde er auf die Reserve/Non-Football Injury List gesetzt. In der Saison 2021 gewann er mit den Los Angeles Rams den Super Bowl LVI, obwohl er verletzungsbedingt die gesamte Saison verpasste.
Am 20. August 2022 entließen die Rams Calais.